# Herz ist Trumpf (1934)
Herz ist Trumpf ist ein deutscher Spielfilm von Carl Boese aus dem Jahr 1934, der am 31. Dezember 1934 uraufgeführt wurde. In der Verwechslungskomödie ist Jenny Jugo sowohl in einer männlichen als auch in einer weiblichen Rolle zu sehen.

## Handlung
Toni, die Tochter eines reichen Hotelbesitzers, ist auf der Suche nach einem Mann, der sie nicht nur wegen ihres Geldes will. Eines Tages unternimmt ihr Vater mit der Jacht eine Inspektionsreise in den Süden und nimmt Toni mit. Als Schiffsjunge gekleidet, lernt sie den jungen Bert Reno kennen, der ebenfalls Hotelbesitzer ist und eine kleine Herberge an der Küste besitzt. Als der sie ihn an Land in Frauenkleidung wiedertrifft, behauptet sie, die Schwester des Schiffsjungen Anton zu sein. Toni lässt sich als Serviererin in Berts Hotel einstellen, in der Hoffnung, ihm dort auf den Zahn zu fühlen und herauszubekommen, ob er als Ehemann in spe in Frage käme. Die Dinge verkomplizieren sich, als Frau Neubauer eintrifft, eine Jugendliebe von Tonis Vater. Zufälligerweise sieht jener bei einer Begegnung in Renos Hotel seine Tochter Toni wieder. Schnell kapiert Paulsen, dass sie hier inkognito arbeitet und weiß daher, wie er sich zu verhalten hat: er verrät sie nicht.
Paulsen geht sogar so weit, seiner Tochter besonders kühl und kritisch zu begegnen: nichts, was Berts neue Angestellte tut, ist ihm recht. Dass Reno in diesem Augenblick Toni beisteht, kommt Vater Paulsen sehr gelegen, hofft er doch inständig, dass dieser Kollege endlich ein Mann fürs Leben (seiner Tochter) sein könnte. Bert will indes den Kontakt zu Tonis scheinbarem Bruder, dem Schiffsjungen Anton, nicht abreißen lassen. Das bedeutet für Toni, das anstrengende, mit allerlei Verkleidungen verbundene Versteckspiel fortzusetzen. Wenn sie schon hin und wieder Bert gegenüber den Anton geben muss, so will sie diese Rolle wenigstens dazu benutzen, ihn mehr für Antons vermeintliche Schwester Toni zu erwärmen. Als Toni als Hotelangestellte einen schlimmen Fehler begeht, sieht sich Bert dazu genötigt, sie zu feuern. Doch rasch erkennt er, wie sehr die junge Frau ihm fehlt. Bert bekommt heraus, dass Toni Paulsens Tochter ist und eilt zur am Kai liegenden Jacht, um mit Anton zu sprechen. Toni, dort gerade selbst erst angekommen, kann sich jedoch nicht so schnell umziehen und ist gerade im Umkleideprozess, als Bert hereinplatzt. Jetzt erst wird diesem klar, dass Anton und Toni ein und dieselbe Person ist. Man fällt sich in die Arme.

## Musik – "Schön ist die Liebe im Hafen"
Für diesen Film wurde der Schlager Schön ist die Liebe im Hafen (Musik: Carl G. von Bazant, Text: Hanns Schachner) geschrieben, der auch in der Gegenwart noch vielfach aufgeführt wird. Die originale, 1935 sehr erfolgreiche Interpretation des Tanzorchesters von Fritz Domina mit dem Gesang von Kurt Mühlhardt und Kate Kühl  wurde auch in neuerer Zeit noch mehrfach auf CD veröffentlicht.

## Produktion
Die Dreharbeiten fanden zwischen Anfang September und Mitte Oktober 1934 statt.
Jenny Jugo und Friedrich Benfer waren damals ein Ehepaar.
Die Bauten stammen von Erich Czerwonski und Alfred Bütow. Für den Ton sorgte Walter Rühland. Karl Löb assistierte Chefkameramann Willy Winterstein.